# Вонґлчев-Кольонія
Вонґлчев-Кольонія (пол. Wągłczew-Kolonia) — село в Польщі, у гміні Врублев Серадзького повіту Лодзинського воєводства.
У 1975-1998 роках село належало до Серадзького воєводства.